# 琴冠佑源正
琴冠佑 源正（ことかんゆう もとまさ、1966年2月2日 - ）は、北海道新冠郡新冠町出身で佐渡ヶ嶽部屋に所属した元大相撲力士。本名は西尾 源正。得意手は左四つ、寄り。

## 来歴
1966年に北海道でサラブレッドの名産地でもある牧場を営む家に生まれる。新冠中学校時代はサッカー部に所属して入門前の相撲経験は無かったが、中学校卒業と同時に佐渡ヶ嶽部屋へ入門、1981年3月場所に初土俵を踏んだ。1990年の夏、部屋近くの路上を自転車で走行中にオートバイと接触して右大腿部を骨折、3場所連続で休場した。この怪我に悩まされて成績が伸び悩んだ時期もあったが、懸命な努力で1996年1月場所に初土俵から所要89場所、当時史上1位のスロー記録で十両に昇進した。
新十両から2場所連続十両の土俵を務めた後に幕下へ陥落、それ以後は幕下上位で一進一退を続けていた。2000年9月場所に東幕下5枚目で6勝1敗と大きく勝ち越し、同年11月場所は28場所ぶり、通算128場所目で十両に復帰した。同年7月場所限りで北勝鬨準人が引退したため、明治時代から100年以上絶え間なく続いていた北海道出身関取（道産子関取）が姿を消したが、琴冠佑の再昇進によって1場所で復活させた。しばらく十両に定着していたが、2002年9月場所を最後に幕下へ再陥落した。
幕下でも年齢を感じさせぬ若々しさと安定した成績を残して上手い相撲を見せ、特に土俵際はしぶとくうっちゃりなども見せていたが、2006年9月場所8日目の対勢翔太戦において、土俵上で張り手を交えた相撲に敗れたあと、怒りが収まりきれずに取組後の支度部屋で勢をタオルを巻いた拳で殴る事件を起こした。この事件を聞いた師匠の佐渡ヶ嶽から即日引退を勧告され、同場所10日目に引退届を提出・受理され、この場所限りで引退した。実際には以前からこの場所を最後に引退することを決めており、さらに事件を起こす前の取組まで3連勝していたため、この場所を勝ち越して有終の美を飾る予定だったが、勢を殴ってしまったことで、その名の通り「自らの手で」引退を早めてしまった。同年10月7日には東京都中央区の銀座東武ホテルで断髪式を行った。なお、1993年9月場所から引退までの13年もの間、一度も三段目に陥落しなかった。

### 新十両昇進所要場所記録
1988年9月場所に十両へ昇進した貴ノ嶺明彦の84場所の記録を上回る、89場所で昇進した。この記録は2005年5月場所に出羽の郷秀之（114場所）によって塗り替えられた。

## その他
- 朝青龍明徳を、幕下時代に一度（2000年1月場所）、十両時代に一度（2000年11月場所）破っている。
- 琴の洋時代、相撲雑誌において幕下以下の話題の力士を紹介するコーナーに出演したことがある。その時に掲載される力士は腕組みをする写真を撮影されるが、「腕組みは嫌です」と言って腕組みをしない写真がそのまま掲載された。
- 断髪式には上記の事件もあったために佐渡ヶ嶽部屋関係者は誰も出席せず、再就職先の会社社長が止め鋏を入れた。
- 2001年2月に結婚。
- 粗暴な印象があったが、交流のあるひらがな詩人の栗栖晶が弱気になっていた時に励ますなど、優しい一面もあった。

## 主な成績
- 通算成績：591勝525敗50休 勝率.530
- 十両成績：67勝98敗15休 勝率.406
- 通算在位：155場所
- 十両在位：12場所

### 場所別成績
| | 一月場所 初場所（東京）  | 三月場所 春場所（大阪）  | 五月場所 夏場所（東京） | 七月場所 名古屋場所（愛知） | 九月場所 秋場所（東京）  | 十一月場所 九州場所（福岡） |
| --- | ------------------------ | ------------------------ | ----------------------- | --------------------------- | ------------------------ | --------------------------- |
| 1981年 （昭和56年） | x                        | （前相撲）               | 東序ノ口55枚目 5–2      | 東序二段128枚目 5–2         | 西序二段79枚目 4–3       | 東序二段59枚目 2–5          |
| 1982年 （昭和57年） | 西序二段81枚目 4–3       | 東序二段55枚目 5–2       | 西序二段21枚目 3–4      | 西序二段35枚目 4–3          | 西序二段13枚目 2–5       | 西序二段35枚目 4–3          |
| 1983年 （昭和58年） | 西序二段11枚目 4–3       | 西三段目89枚目 3–4       | 西序二段14枚目 3–4      | 東三段目89枚目 5–2          | 西三段目54枚目 2–5       | 西三段目84枚目 3–4          |
| 1984年 （昭和59年） | 東三段目98枚目 3–4       | 東序二段12枚目 4–3       | 東三段目87枚目 6–1      | 東三段目41枚目 4–3          | 西三段目27枚目 1–6       | 東三段目65枚目 6–1          |
| 1985年 （昭和60年） | 東三段目22枚目 3–4       | 西三段目37枚目 5–2       | 東三段目9枚目 3–4       | 東三段目23枚目 5–2          | 東幕下53枚目 2–5         | 西三段目13枚目 2–5          |
| 1986年 （昭和61年） | 東三段目39枚目 5–2       | 東三段目7枚目 4–3        | 東幕下50枚目 3–4        | 西三段目7枚目 5–2           | 東幕下42枚目 4–3         | 西幕下34枚目 3–4            |
| 1987年 （昭和62年） | 東幕下44枚目 4–3         | 西幕下35枚目 4–3         | 西幕下25枚目 5–2        | 東幕下14枚目 2–5            | 東幕下33枚目 4–3         | 西幕下24枚目 2–5            |
| 1988年 （昭和63年） | 西幕下42枚目 3–4         | 西幕下52枚目 6–1         | 東幕下25枚目 4–3        | 西幕下18枚目 4–3            | 西幕下12枚目 3–4         | 東幕下19枚目 5–2            |
| 1989年 （平成元年） | 西幕下8枚目 1–6          | 西幕下34枚目 6–1         | 東幕下16枚目 3–4        | 東幕下24枚目 5–2            | 西幕下13枚目 4–3         | 西幕下7枚目 3–4             |
| 1990年 （平成2年） | 東幕下12枚目 3–4         | 西幕下19枚目 2–5         | 西幕下39枚目 5–2        | 東幕下26枚目 休場 0–0–7     | 東三段目6枚目 休場 0–0–7 | 西三段目66枚目 休場 0–0–7   |
| 1991年 （平成3年） | 東序二段26枚目 6–1       | 東三段目68枚目 5–2       | 東三段目40枚目 5–2      | 東三段目14枚目 6–1          | 東幕下41枚目 4–3         | 東幕下29枚目 5–2            |
| 1992年 （平成4年） | 西幕下18枚目 3–4         | 東幕下27枚目 4–3         | 東幕下20枚目 4–3        | 東幕下11枚目 5–2            | 西幕下6枚目 3–4          | 西幕下11枚目 2–5            |
| 1993年 （平成5年） | 東幕下29枚目 休場 0–0–7  | 西三段目9枚目 休場 0–0–7 | 東三段目70枚目 6–1      | 東三段目20枚目 6–1          | 東幕下46枚目 3–4         | 東幕下57枚目 5–2            |
| 1994年 （平成6年） | 西幕下39枚目 6–1         | 東幕下18枚目 5–2         | 西幕下9枚目 5–2         | 西幕下5枚目 4–3             | 西幕下3枚目 4–3          | 西幕下2枚目 3–4             |
| 1995年 （平成7年） | 東幕下7枚目 2–5          | 東幕下22枚目 4–3         | 西幕下15枚目 4–3        | 西幕下11枚目 5–2            | 西幕下5枚目 5–2          | 西幕下筆頭 6–1              |
| 1996年 （平成8年） | 東十両11枚目 8–7         | 東十両10枚目 2–13        | 西幕下6枚目 4–3         | 東幕下4枚目 3–4             | 東幕下10枚目 4–3         | 西幕下6枚目 4–3             |
| 1997年 （平成9年） | 西幕下3枚目 3–4          | 東幕下10枚目 5–2         | 東幕下4枚目 3–4         | 東幕下8枚目 4–3             | 西幕下6枚目 2–5          | 西幕下20枚目 5–2            |
| 1998年 （平成10年） | 東幕下10枚目 4–3         | 東幕下7枚目 4–3          | 西幕下4枚目 4–3         | 西幕下3枚目 2–5             | 東幕下16枚目 3–4         | 西幕下22枚目 4–3            |
| 1999年 （平成11年） | 東幕下15枚目 5–2         | 東幕下6枚目 2–5          | 東幕下18枚目 3–4        | 東幕下25枚目 4–3            | 西幕下17枚目 3–4         | 西幕下23枚目 4–3            |
| 2000年 （平成12年） | 西幕下17枚目 4–3         | 東幕下11枚目 4–3         | 東幕下4枚目 3–4         | 東幕下7枚目 4–3             | 東幕下5枚目 6–1          | 東十両10枚目 7–8            |
| 2001年 （平成13年） | 西十両11枚目 7–8         | 西十両12枚目 9–6         | 東十両7枚目 6–9         | 東十両11枚目 7–8            | 東十両13枚目 5–10        | 西幕下5枚目 6–1             |
| 2002年 （平成14年） | 西十両12枚目 休場 0–0–15 | 西十両12枚目 5–10        | 西幕下3枚目 4–3         | 東十両13枚目 8–7            | 西十両9枚目 3–12         | 東幕下6枚目 4–3             |
| 2003年 （平成15年） | 東幕下4枚目 3–4          | 西幕下8枚目 4–3          | 東幕下6枚目 4–3         | 東幕下3枚目 3–5             | 西幕下8枚目 2–5          | 東幕下22枚目 5–2            |
| 2004年 （平成16年） | 西幕下8枚目 2–5          | 東幕下21枚目 6–1         | 西幕下7枚目 4–3         | 西幕下筆頭 3–4              | 東幕下7枚目 3–4          | 東幕下11枚目 5–2            |
| 2005年 （平成17年） | 西幕下4枚目 3–4          | 西幕下9枚目 3–4          | 西幕下13枚目 3–4        | 東幕下18枚目 3–4            | 東幕下27枚目 6–1         | 西幕下9枚目 2–5             |
| 2006年 （平成18年） | 東幕下21枚目 3–4         | 西幕下27枚目 2–5         | 西幕下43枚目 5–2        | 西幕下25枚目 2–5            | 東幕下42枚目 引退 3–2–0  | x                           |
| 各欄の数字は、「勝ち-負け-休場」を示す。 優勝 引退 休場 十両 幕下 三賞：敢=敢闘賞、殊=殊勲賞、技=技能賞 その他：★=金星 番付階級：幕内 - 十両 - 幕下 - 三段目 - 序二段 - 序ノ口 幕内序列：横綱 - 大関 - 関脇 - 小結 - 前頭（「#数字」は各位内の序列） |                          |                          |                         |                             |                          |                             |

## 改名歴
- 西尾 源正（にしお もとまさ）：1981年3月場所
- 琴ノ洋 源正（ことのなだ もとまさ）：1981年5月場所 - 1986年3月場所
- 琴の洋 源烈（ことのなだ もとれつ）：1986年5月場所 - 1988年7月場所
- 琴の洋 源正（ことのなだ もとまさ）：1988年9月場所 - 1994年1月場所
- 琴冠佑 源正（ことかんゆう もとまさ）：1994年3月場所 - 1997年1月場所
- 琴冠佑 源（ことかんゆう ?）：1997年3月場所 - 1997年7月場所
- 琴冠佑 源正（ことかんゆう もとまさ）：1997年9月場所 - 2006年9月場所